# Cempala Kuneng
Cempala Kuneng is een bestuurslaag in het regentschap Pidie van de provincie Atjeh, Indonesië. Cempala Kuneng telt 620 inwoners (volkstelling 2010).